# Rita el Khayat
Ghita/Rita el Khayat (árabe: غيثة الخياط, Rabat, 1944) es una escritora, psiquiatra y antropóloga marroquí.

## Biografía
Estudió medicina en Rabat, psiquiatría en Casablanca y terminó sus estudios en París. Ha escrito más de 350 artículos y 30 libros como “El fastuoso Marruecos de tradiciones” o “Mujer en el mundo árabe”.